# General Fono
Der General Fono (tokelauisch Fono Fakamua) ist das Einkammerparlament des nach staatlicher Unabhängigkeit strebenden, zu Neuseeland gehörenden Gebietes Tokelau im Pazifik.
Es besteht aus 20 alle drei Jahren gewählten Abgeordneten, die alle drei Atolle, d. h. Atafu (7 Sitze), Fakaofo (7 Sitze) und Nukunonu (6 Sitze), repräsentieren. Sie erhalten einen Abgeordneten je 100 Einwohner. Die Mitglieder des General Fono werden nach dem Mehrheitswahlrecht gewählt. Sie müssen mindestens 50 Prozent der Stimmen erhalten. Der Vorsitz im General Fono rotiert jährlich zwischen den Atollen.
Das Parlament kommt dreimal pro Jahr für Sitzungen, die zumeist je vier Tage andauern, zusammen.